# Venta del Charco
Venta del Charco es una localidad española del municipio de Cardeña, perteneciente a la provincia de Córdoba, en la comunidad autónoma de Andalucía.

## Geografía
Se encuentra situada en la comarca denominada Valle de los Pedroches y dentro del parque natural de la Sierra de Cardeña y Montoro, en Sierra Morena. El río Yeguas discurre encajonado entre sierras de bosque mediterráneo, cuya principal rareza vegetal la constituyen numerosas manchas de centenarios robles melojos. Esta zona es refugio de lobos y linces.

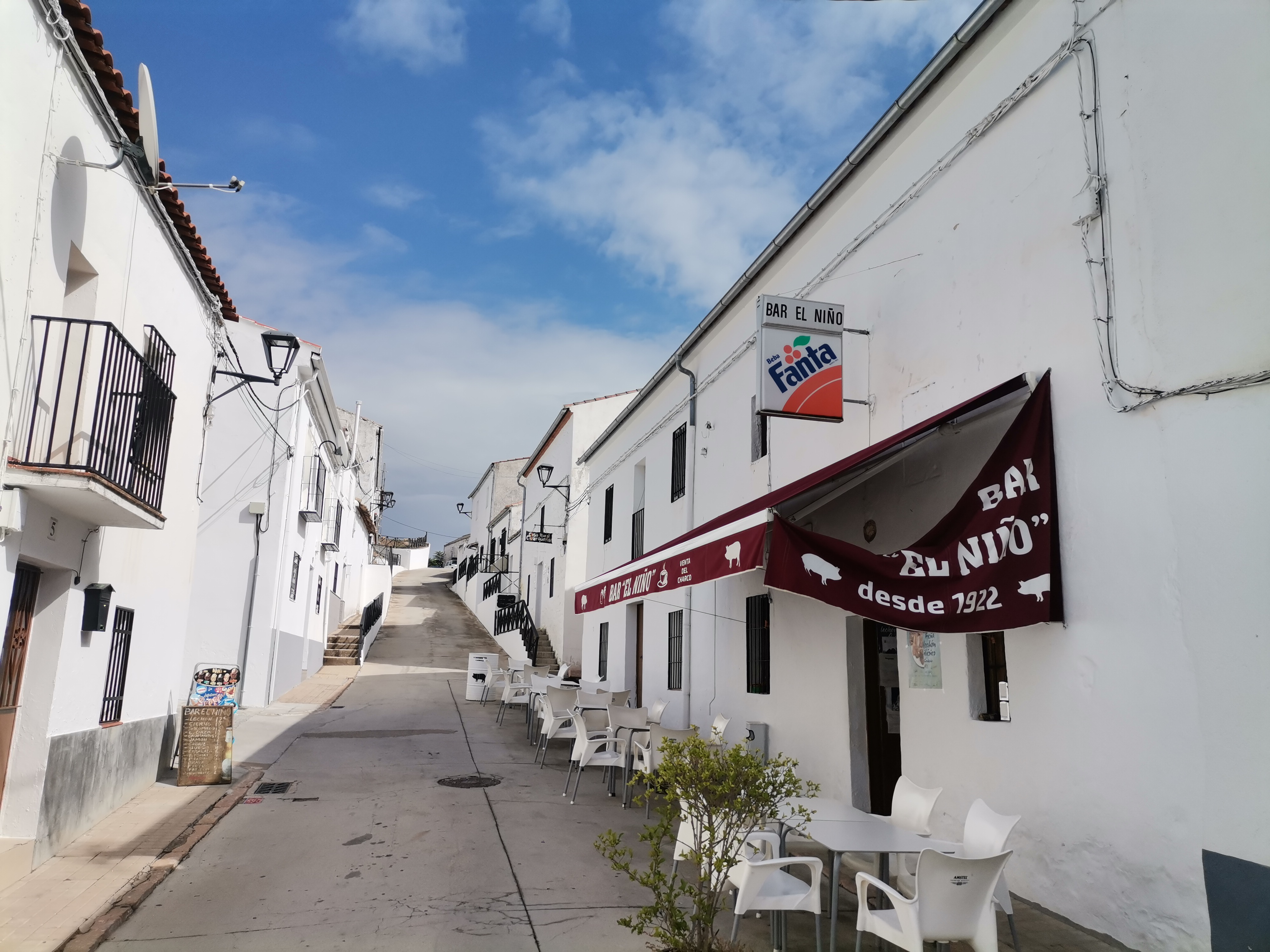
Calle de Venta del Charco

Es el lugar de la provincia de Córdoba donde más llueve. El nombre de la Venta que dio lugar al núcleo urbano hace referencia a las consecuencias de este fenómeno meteorológico muy relacionado con las especiales características orográficas del lugar.
Su altitud, por encima de los 700 m sobre el nivel del mar, y la presencia en sus proximidades de pequeñas lomas, que superan los 740 m, favorecen las precipitaciones. Los años de precipitaciones más intensas habían sido 1960, con 1830 mm y 1963 con 1800 mm.

## Historia

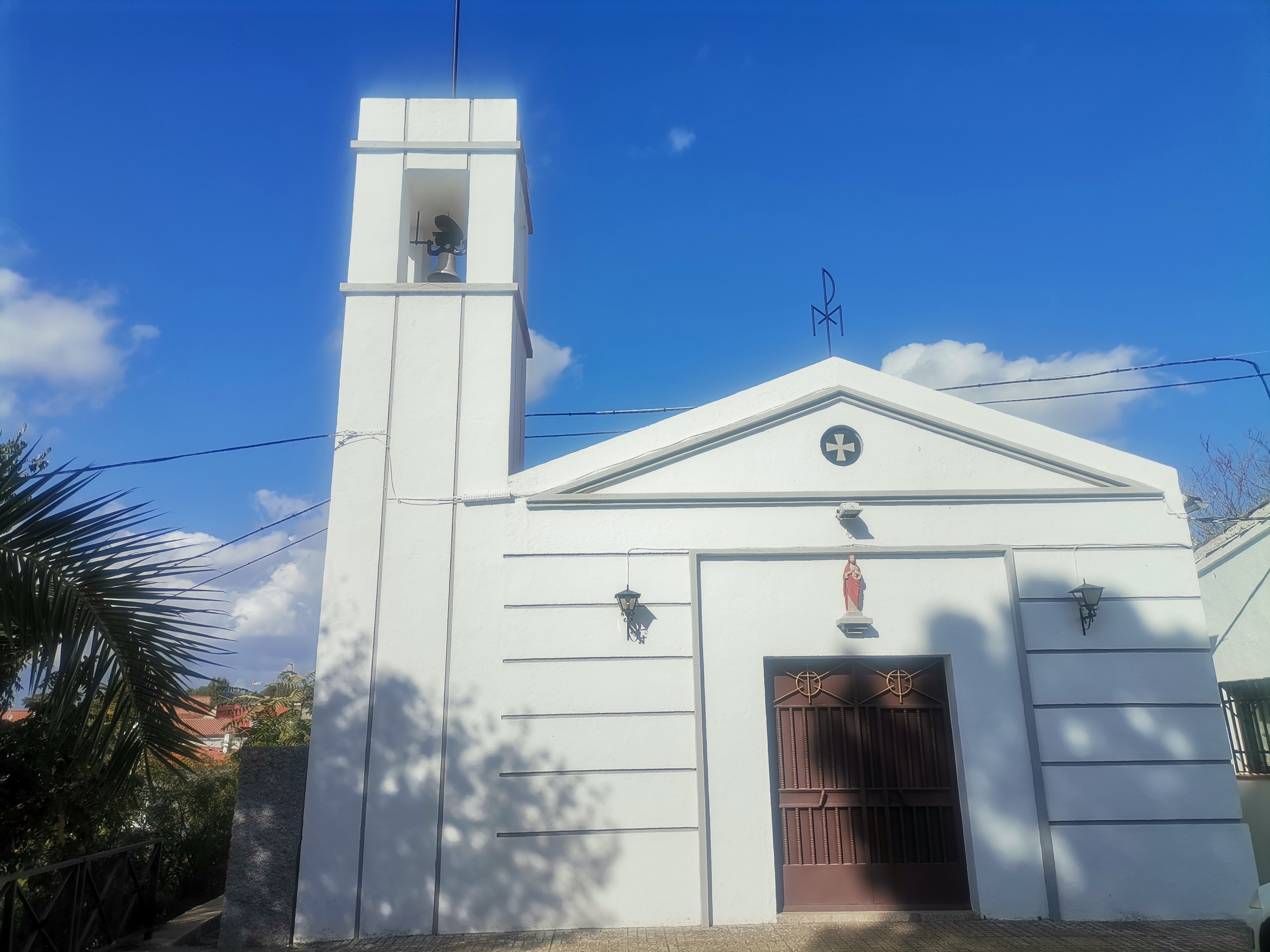
Iglesia de Venta del Charco

La pedanía de Venta del Charco, como su propio nombre indica, se constituye como una Venta, en medio del camino que unía Andalucía con la Meseta. Una ruta obligada hacia Castilla y la Mancha.
Durante siglos por aquí pasaba la principal vía de comunicación entre la Meseta y el valle del Guadalquivir. Entre Toledo y Sevilla se solía invertir ocho jornadas de camino y dos más de descanso. Las ventas eran abundantes, sobre todo en el tramo cordobés que aparece en el detalle del Mapa geográfico del Reyno y Obispado de Córdoba de 1797. Se pueden encontrar diez ventas en el tramo de menos de 60 km entre Conquista y Adamuz (Ventas Nuevas, del Zerezo, Orán, La Jama, la Cruz, los Locos, de la Fresnedilla, del Puerto, de Navajunda y de Aguadulce).